# Kráľova Lehota
Kráľova Lehota (allemand : Kaiserlich-Eisenhammer, hongrois : Királylehota) est un village de Slovaquie situé dans la région de Žilina.

## Histoire
La première mention écrite du village date de 1361.

## Démographie

### Évolution de la population
| Année:               | 1994. | 2004.    | 2014.   | 2024.   |
| -------------------- | ----- | -------- | ------- | ------- |
| Nombre de personnes: | 725   | 634      | 593     | 602     |
| Différence:          |       | -12,55 % | -6,46 % | +1,51 % |

| Année:               | 2023. | 2024.   |
| -------------------- | ----- | ------- |
| Nombre de personnes: | 601   | 602     |
| Différence:          |       | +0,16 % |